# Diocesi di Comayagua

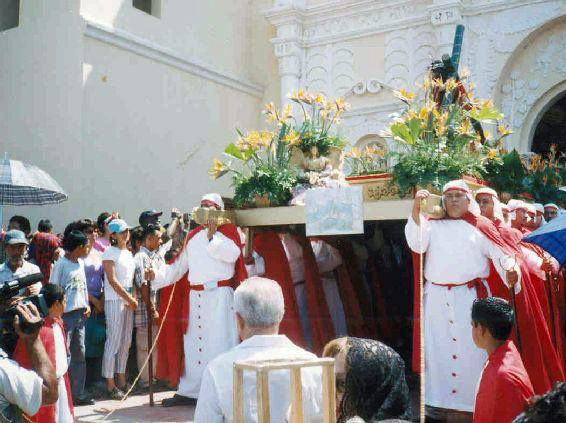
La processione della Settimana Santa a Comayagua.

La diocesi di Comayagua (in latino Dioecesis Comayaguensis) è una sede della Chiesa cattolica in Honduras suffraganea dell'arcidiocesi di Tegucigalpa. Nel 2021 contava 740.586 battezzati su 789.537 abitanti. È retta dal vescovo Ángel Falzón, O.F.M.

## Territorio
La diocesi comprende i dipartimenti di Comayagua e La Paz nella parte centro-occidentale dell'Honduras.
Sede vescovile è la città di Comayagua, dove si trova la cattedrale dell'Immacolata Concezione di Maria Vergine.
Il territorio si estende su una superficie di 7.649 km² ed è suddiviso in 38 parrocchie.

## Storia
La prima diocesi di Comayagua, antica capitale del Paese, ricevette questa denominazione nel 1561, in seguito alla traslazione della sede vescovile da Trujillo e la mantenne fino al 2 febbraio 1916, quando la sede fu trasferita a Tegucigalpa e la diocesi fu elevata al rango di arcidiocesi metropolitana.
L'attuale diocesi è stata eretta il 13 marzo 1963 con la bolla Qui Dei arcano di papa Giovanni XXIII, ricavandone il territorio dalla stessa arcidiocesi di Tegucigalpa.

## Cronotassi dei vescovi
Si omettono i periodi di sede vacante non superiori ai 2 anni o non storicamente accertati.
- Bernardino Nicola Mazzarella, O.F.M. † (13 marzo 1963 - 30 maggio 1979 deceduto)
- Geraldo Scarpone Caporale, O.F.M. † (30 maggio 1979 succeduto - 21 maggio 2004 ritirato)
- Roberto Camilleri Azzopardi, O.F.M. † (21 maggio 2004 - 17 ottobre 2023 deceduto)
- Ángel Falzón, O.F.M., dal 14 maggio 2024

## Statistiche
La diocesi nel 2021 su una popolazione di 789.537 persone contava 740.586 battezzati, corrispondenti al 93,8% del totale.
| anno | popolazione | popolazione | popolazione | presbiteri | presbiteri | presbiteri | presbiteri                | diaconi | religiosi | religiosi | parrocchie |
| anno | battezzati  | totale      | %           | numero     | secolari   | regolari   | battezzati per presbitero | diaconi | uomini    | donne     | parrocchie |
| ---- | ----------- | ----------- | ----------- | ---------- | ---------- | ---------- | ------------------------- | ------- | --------- | --------- | ---------- |
| 1966 | 180.000     | 182.000     | 98,9        | 19         | 5          | 14         | 9.473                     |         | 16        | 18        | 11         |
| 1968 | 216.000     | 218.722     | 98,8        | 18         | 9          | 9          | 12.000                    |         | 10        | 5         | 11         |
| 1976 | 290.000     | 330.000     | 87,9        | 16         | 10         | 6          | 18.125                    |         | 7         | 24        | 11         |
| 1980 | 310.000     | 352.000     | 88,1        | 17         | 10         | 7          | 18.235                    |         | 8         | 15        | 12         |
| 1990 | 350.437     | 358.657     | 97,7        | 26         | 15         | 11         | 13.478                    |         | 11        | 40        | 21         |
| 1999 | 487.326     | 493.260     | 98,8        | 37         | 30         | 7          | 13.170                    |         | 11        | 54        | 20         |
| 2000 | 471.500     | 478.660     | 98,5        | 30         | 23         | 7          | 15.716                    |         | 18        | 39        | 21         |
| 2001 | 649.637     | 657.000     | 98,9        | 28         | 20         | 8          | 23.201                    |         | 19        | 39        | 25         |
| 2002 | 645.330     | 659.440     | 97,9        | 44         | 35         | 9          | 14.666                    |         | 20        | 43        | 26         |
| 2003 | 657.721     | 671.321     | 98,0        | 43         | 31         | 12         | 15.295                    |         | 25        | 44        | 27         |
| 2004 | 620.701     | 673.021     | 92,2        | 41         | 29         | 12         | 15.139                    |         | 25        | 53        | 27         |
| 2006 | 642.254     | 689.725     | 93,1        | 44         | 33         | 11         | 14.596                    |         | 18        | 58        | 29         |
| 2013 | 690.000     | 732.000     | 94,3        | 51         | 41         | 10         | 13.529                    |         | 31        | 70        | 32         |
| 2016 | 637.920     | 685.457     | 93,1        | 64         | 51         | 13         | 9.967                     |         | 35        | 65        | 37         |
| 2019 | 685.424     | 727.813     | 94,2        | 64         | 53         | 11         | 10.709                    |         | 34        | 85        | 38         |
| 2021 | 740.586     | 789.537     | 93,8        | 70         | 56         | 14         | 10.579                    |         | 35        | 108       | 38         |